# 발굴! TV 대사전
발굴! TV 대사전은 2007년 10월 18일부터 2008년 5월 1일까지 SBS에서 방영된 예능프로그램이다.

## 기획 의도
TV 프로그램에 담겨진 숨은 이야기를 보여주는 프로그램이다.

## 코너 목록
- 용의주도 미스터 큐